# Tanuki

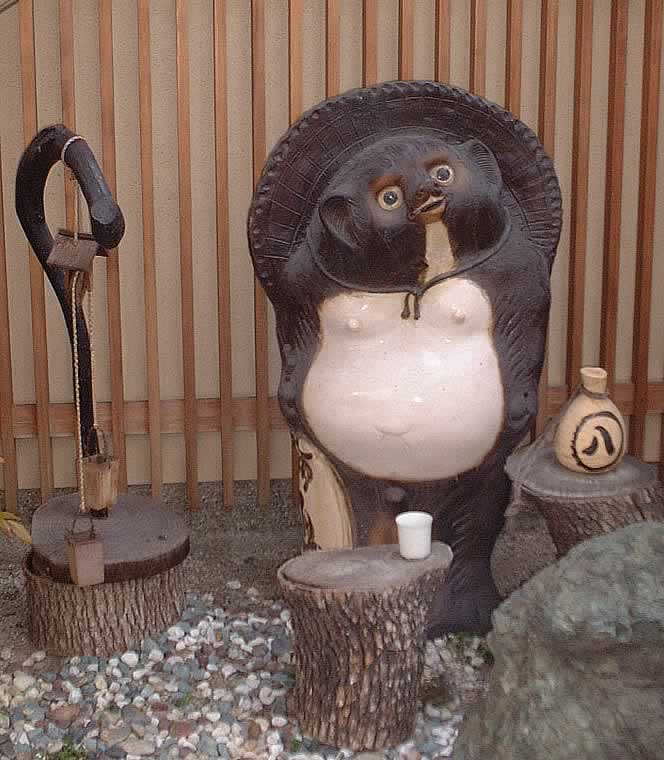
Tanuki som japansk maskot

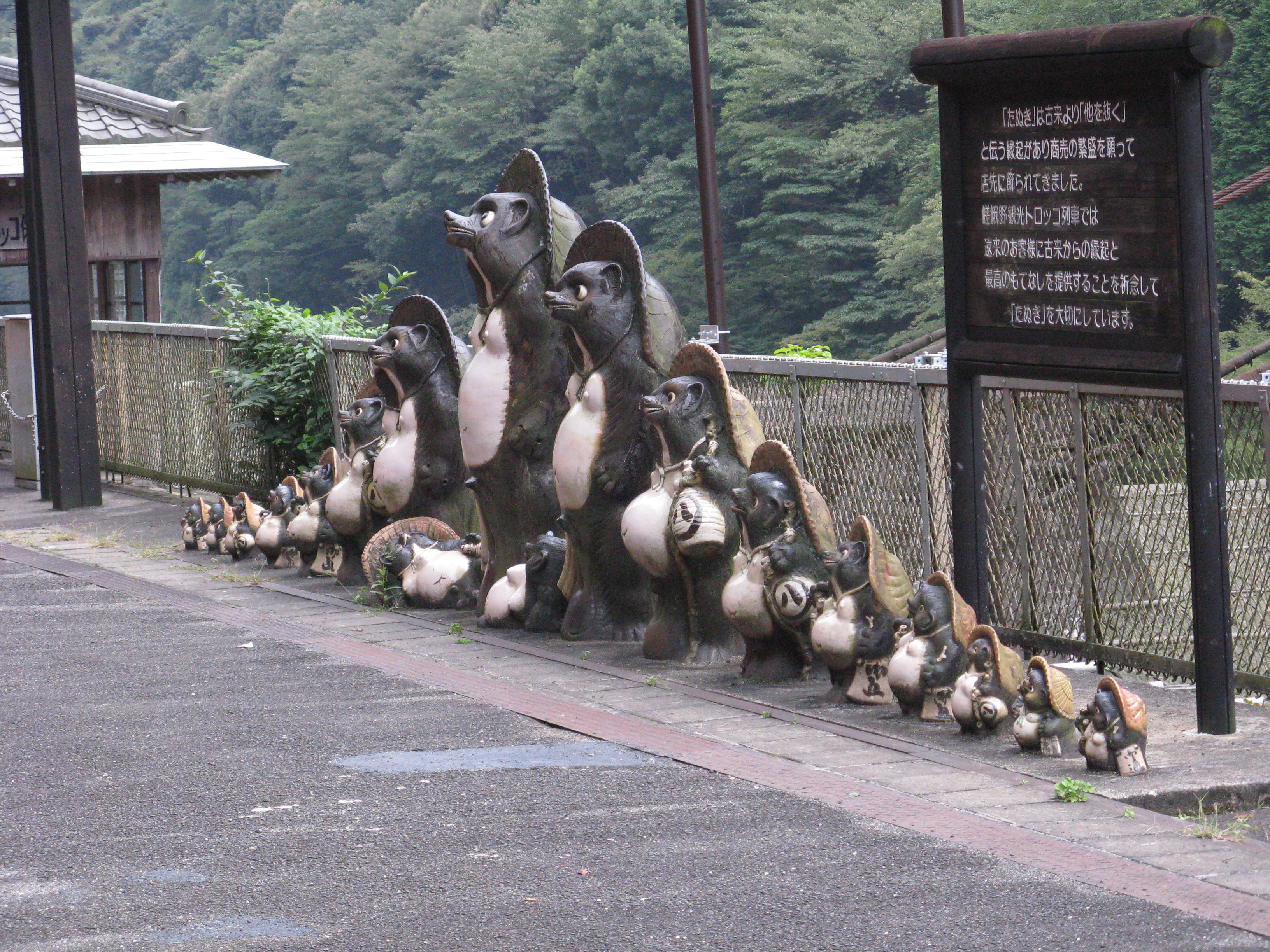
Tanuki-statyer i Japan

Denna artikel handlar om en mytologisk företeelse. För Nyctereutesartens biologi, se mårdhund.
Tanuki (jap. 狸 eller タヌキ) är det japanska ordet för mårdhund. Noga räknat står det för två underarter, Hondo-tanuki (Nyctereutes procyonoides viverrinus) och Ezo-tanuki (Nyctereutes procyonoides albus), en distinktion som sällan förekommer i mytologin. I Japan figurerar tanukin ymnigt i folktro och mytologi.

## Namngivning
Varelsen är alltså varken grävling eller tvättbjörn (djuren har liknande färgteckning), något som tidigare västerländska framställningar om konst och mytologi ofta felaktigt påstått. På svenska förekommer till och med tvättbjörnshund (efter engelska raccoon dog). På engelska förenklar man förvirrande nog ofta till raccoon, eftersom djuret inte lever i några engelsktalande länder.

## Tanukin i folklore
Tanukin är populär i japansk folklore och har där rykte om sig att vara ett smart och okynnigt djur, som kan anta alla sorters förklädnader - som en hamnskiftare i nordisk folkmun. Dess favoritutstyrsel är som buddhistpräst, Buddha, Boddhisattva, nunna eller pilgrim med bredbrättad hatt. Detta och andra magiska trick som att framkalla hägringar klarar den bäst vid mogen ålder, runt 1000 år. Till skillnad från kitsune, rödräven, anses den varken illvillig eller ondskefull. Den gömmer sig på ensliga platser och kan vilseleda resenärer, särskilt om de vandrar på risfälten i månskenet, genom att trumma på sin stora mage. Den kan lura fiskare att släppa ut sin fångst och tassar upp på verandor och sätter sandalerna i oordning. En legend som alla japanska barn känner till är sagan om den förtrollade tekitteln, "Bunbuku Chagama".
I japansk konst tillhör tanukin ”de tre trindmagades gäng” tillsammans med den giftiga blåsfisken fugu och lyckoguden Hotei. Den förekommer i full storlek som maskot i vissa japanska affärsidkares skyltfönster eller vid entrén, porträtterad med en ofantligt stor pung. Som designad netsuke är en tanuki ofta inlindad i denna eller har pungen som mössa.

## Modern kultur
Tanukin har snabbt funnit sin plats inom anime, manga och datorspel. Bland annat tillägnas Studio Ghibli-filmen Pompoko helt dessa varelser. Karaktärerna Tom, Timmy och Tommy Nook från spelserien Animal Crossing är tanukier.